# Andrés Samper Gnecco
Andrés Samper Gnecco (Bogotá, 8 de mayo de 1918-1988) fue un escritor, catedrático, relacionista público y periodista colombiano. Se le considera el padre de las relaciones públicas en Colombia. Es el padre del periodista Daniel Samper Pizano y del político Ernesto Samper Pizano.

## Familia
Andrés Samper era escritor, periodista y educador universitario. Era hijo de Daniel Samper Ortega y de Amalia Gnecco Fallon. Su padre era miembro de la influyente Familia Samper. Samper Ortega era escritor, historiador, educador y había sido fundador del Gimnasio Moderno, además de director de la Biblioteca Nacional de Colombia. Andrés Samper era nieto de Tomás Samper Brush y sobrino nieto del también empresario Joaquín Samper Brush. Estos dos últimos a su vez eran hijos del empresario y político liberal Miguel Samper Agudelo.

## Matrimonio
Samper se casó con Elena Pizano Pardo, con quien tuvo a sus dos hijos, Daniel y Ernesto Samper Pizano. Daniel Samper es un reputado periodista, al igual que su hijo Daniel Samper Ospina. Por su parte Ernesto Samper es político y fue presidente de Colombia entre 1994 y 1998, y secretario general de la Unasur.